# Santa Cruz Acapa
Santa Cruz Acapa är en ort i Mexiko.   Den ligger i kommunen Tehuacán och delstaten Puebla, i den sydöstra delen av landet, 220 km sydost om huvudstaden Mexico City. Santa Cruz Acapa ligger 1 345 meter över havet och antalet invånare är 1 859.
Terrängen runt Santa Cruz Acapa är varierad. Runt Santa Cruz Acapa är det tätbefolkat, med 427 invånare per kvadratkilometer. Närmaste större samhälle är Tehuacán, 9,4 km nordväst om Santa Cruz Acapa. Trakten runt Santa Cruz Acapa består till största delen av jordbruksmark.